# ذرات ساخنة
في الكيمياء الفيزيائية الذرّة الساخنة هي ذرة ذات طاقة تحول عالية.
بامتصاص الجزيئات AB بواسطة الشقوق على السطح :
1-	يتم امتصاص كلا من A و B على السطح

2-	أو يمتص السطح الجزيئات A على السطح والجزيئات B تمتص من السطح
في الحالة الثانية الجزيئات B تكتسب طاقة عالية من امتصاص طاقة الجزيئات A وتتكون ذرات B الساخنة
مثال : جزئ الهيدروجين حيث يكتسب طاقة تحول كبيرة من كتلة الضوء، هذه الذرّات الساخنة لا تقفز في الفراغ ولكنها تبقى محصورة على السطح، حيث تنتشر بطاقة عالية. من المتوقع أن الذرات الساخنة تلعب دورا هاما في ردود الفعل الناشئة من التحفيز، مثل رد فعل ذرةالهيدروجين مع ذرات الهيدروجين الأخرى على سطح السيليكون وكذلك رد فعل ذرة الأكسجين مع جزئ الأكسجين على بلاتينيوم 111.
ويمكن توليد ذرات ساخنة من تحول الجزيئات على سطح المعدن بواسطة الأشعة فوق البنفسجية

توضيح : دور الذرات الساخنة على السطح يؤدي إلى فهم عميق لآلية التفاعل.